# Письменний Ярослав Васильович
Яросла́в Васи́льович Письме́нний (1982—2022) — старший солдат Збройних Сил України, учасник російсько-української війни, що загинув у ході російського вторгнення в Україну в 2022 році.

## Життєпис
Ярослав Письменний народився 20 березня 1982 року в селищі Лисянка (з 2020 року Лисянська селищна територіальна громада Звенигородського району) на Черкащині. Після закінчення Лисянської загальноосвітньої школи № 1 здобував юридичну освіту в Київському технікумі готельного господарства та Міжрегіональній академії управління персоналом. Потім працював юристом на декількох підприємствах. У травні 2017 року вступив за контрактом до лав Збройних сил України. Cлужив у складі 43-ї окремої артилерійської бригади, згодом — 81-ї окремої аеромобільної бригади у складі Десантно-штурмових військ ЗС України. З початком повномасштабного російського вторгнення в Україну перебував на передовій. Загинув Ярослав Письменний 9 квітня 2022 року під час артилерійського обстрілу поблизу села Іванівка Чугуївського району на Харківщині, зазнавши осколкового поранення, несумісного з життям. Чин прощання із загиблим відбувся 14 квітня 2022 року на центральній площі селища Лисянка на Черкащині.

## Родина
У загиблого залишилися дружина (одружилися в січні 2017 року) та малолітня донька.

## Нагороди
- Орден «За мужність» III ступеня (2022, посмертно) — за особисту мужність і самовіддані дії, виявлені у захисті державного суверенітету та територіальної цілісності України, вірність військовій присязі[4].